# نصف دولار تذكاري لمسار أوريغون
نصف الدولار التذكاري لمسار أوريغون قطعة نقدية بقيمة خمسين سنتًا ضُربت بشكل متقطع من قِبل مكتب سك العملة الأمريكي بين عامي 1926 و1939. صُممت هذه العملة المعدنية من قِبل لورا جاردين فريزر، وجيمس إيرل فريزر، وهي تُخلد ذكرى أولئك الذين سافروا على طول طريق أوريغون واستقروا على ساحل المحيط الهادئ للولايات المتحدة في منتصف القرن التاسع عشر. سُكت هذه العملات على مدى فترة طويلة وبأعداد صغيرة كل عام، أصبحت الأنواع العديدة المنتجة تعتبر تقليدًا من قِبل هواة جمع العملات، مما أدى إلى نهاية سلسلة العملات التذكارية في ذلك الوقت.
سافر عزرا ميكر، المولود في ولاية أوهايو، على طول درب أوريغون مع عائلته في عام 1852 قضى العقدين الأخيرين من حياته الطويلة قبل وفاته في عام 1928 في الترويج لدرب أوريغون، حتى لا يُنسى. في عام 1926، وفي سن الخامسة والتسعين، ظهر أمام لجنة تابعة لمجلس الشيوخ، طالباً من الحكومة إصدار عملة تذكارية يمكن بيعها لجمع الأموال لوضع علامات تشير إلى مكان المسار. كانت فكرة هذه العملة المعدنية في الأصل من قِبَل سكان ولاية أيداهو، بقيادة الدكتورة ميني هوارد، الذين كانوا يسعون إلى مواصلة أعمال الحفظ في فورت هول؛ وسع ميكر الفكرة. وافق الكونغرس على إصدار ستة ملايين نصف دولار، ولم يفرض أي قيود على موعد أو دار سك العملات التي ستُسك. كان لدى جمعية ميكر أوريغون تريل التذكارية (OTMA) عشرات الآلاف من القطع التي ضُربت في عامي 1926 و1928، ولم تبعها كلها. ومع ذلك، ففي معظم السنوات بين عامي 1933 و1939، كانت كميات صغيرة من نصف الدولار تُسك، وفي بعض السنوات من جانب دور السك الثلاثة العاملة لإنتاج أصناف تحمل علامة السك، مما أدى إلى ارتفاع الأسعار بشكل كبير.
اشتكى هواة جمع العملات من أن بعض الإصدارات كانت تحت سيطرة تجار العملات، وعلى هواة الجمع الأفراد أن يدفعوا أسعارًا مرتفعة. تلت ذلك احتجاجات عامة، وفي عام 1939 قرر الكونغرس إنهاء السلسلة. على الرغم من الشكاوى، واجهت OTMA صعوبة في بيع العملات المعدنية، وظلت متاحة من المنظمة التي خلفت OTMA حتى عام 1953. سُك ما يزيد قليلاً على 260 ألف قطعة نقدية من أصل 6 ملايين قطعة نقدية مُصرح بها، وصُهر حوالي 60 ألف قطعة منها. العملة التذكارية الأمريكية نصف دولار تذكاري لمسار أوريغون، التي سُكت على مدى أطول فترة، حظيت بإشادة واسعة النطاق بسبب تصميمها.

## خلفية
في منتصف القرن التاسع عشر، قبل اكتمال بناء السكك الحديدية العابرة للقارات في عام 1869 والتي جعلت السفر أسهل، سافر مئات الآلاف من الناس على طول طريق أوريغون للاستقرار في أقصى غرب الولايات المتحدة. لم يصل جميع من بدأوا الرحلة إلى وجهتهم كان هناك الكثير من المعاناة والموت على طول الطريق-وفقًا لتقدير واحد، يوجد 20 ألف شخص في قبور مجهولة.

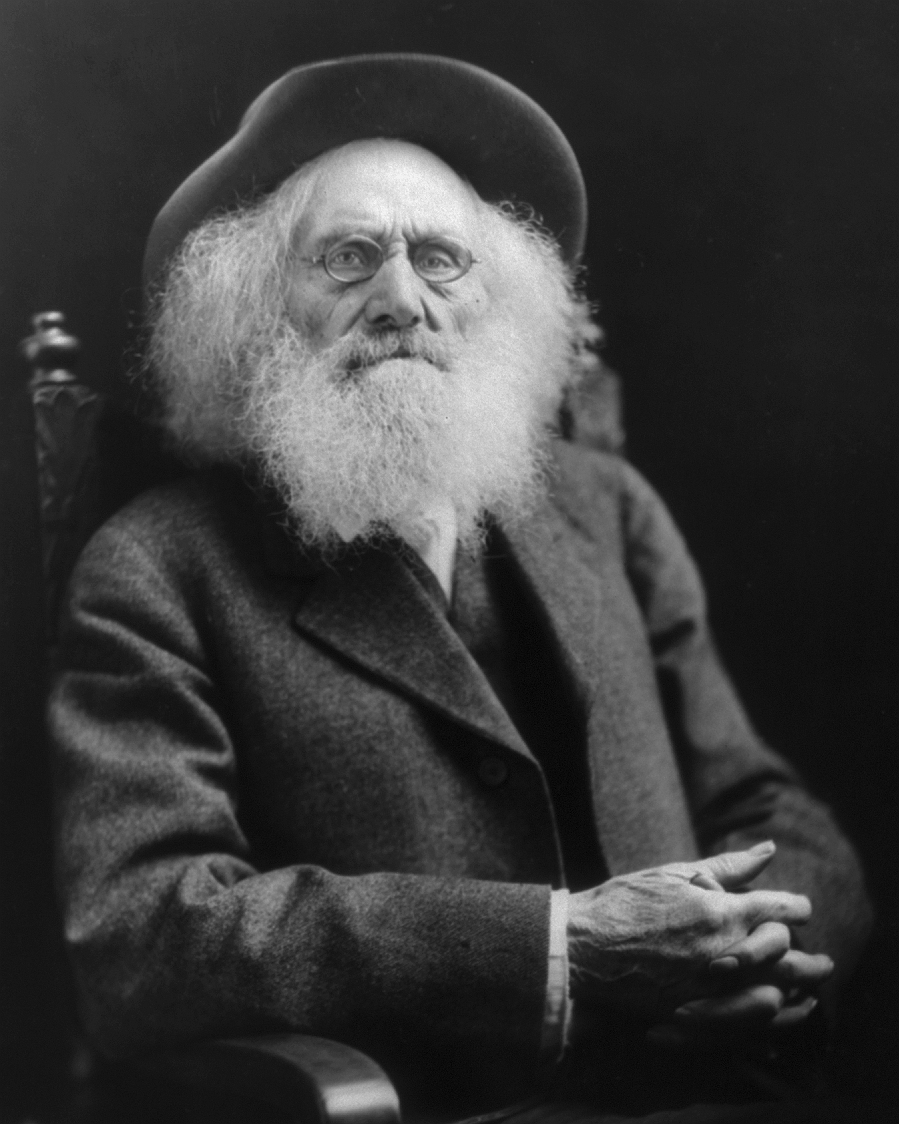
عزرا ميكر في عام 1921 عن عمر يناهز 90 عامًا

سافر المزارع عزرا ميكر (1830-1928) المولود في ولاية أوهايو على طول مسار أوريغون في عام 1852؛ ذهب هو وزوجته الشابة وطفله الرضيع بعربة تجرها الثيران من آيوا إلى أراضي أوريغون. في شيخوخته، أصبح يعتقد أن درب أوريغون، والتضحيات التي قدمها أولئك الذين ماتوا على طوله، قد نُسيت. وسط قدر كبير من الدعاية باعتباره أحد آخر الناجين من الرواد الذين شقوا الطريق غربًا، أعاد ميكر تتبع طريقه على طول الطريق بين عامي 1906 و1908. اختفى المسار في بعض الأماكن، وابتلعته المدينة والمزارع، وفي رحلاته، سعى إلى العثور على الأماكن التي مر بها، وسعى إلى إقامة علامات تاريخية. أخذ ثوره وعربته عبر البلاد للترويج لقضيته، أوقف ثوره أمام البيت الأبيض حيث التقى بالرئيس ثيودور روزفلت. وفي نيويورك، عبر جسر بروكلين. في عام 1910، شارك هو وثيرانه في موكب بطولة الورود في باسادينا. في السنوات التالية، سافر على طول الطريق بعربة تجرها الثيران، ثم بالسيارة، وفي عام 1924، عندما بلغ 93 عامًا، سافر بالطائرة، محاولًا تعزيز قضيته، والسعي للحصول على الاعتراف الفيدرالي والتمويل لجهوده.

## بداية
نشأ نصف دولار التذكاري لمسار أوريغون من جهود مختلفة بذلها سكان أيداهو الذين فضلوا الحفاظ على موقع فورت هول، وهي محطة مهمة على الطريق. أثار إصدار نصف دولار ستون ماونتن التذكاري عام 1925 الفكرة، مما دفع مابل مورفي، زوجة أحد الصحفيين في ولاية أيداهو، إلى اقتراح على زوجها سك عملة معدنية تحمل اسم "أوريغون تريل"، يمكن استخدام الأرباح الناتجة عن ذلك في الحفاظ على التراث التاريخي. في 16 أبريل/نيسان 1925، نشر زوجها، دي تي مورفي، افتتاحية بعنوان "نصف دولار من عربة مغطاة بمسار أوريغون" في صحيفة ولاية أيداهو. لم تكن السيدة مورفي على قيد الحياة لرؤية إصدار العملة المعدنية، حيث ماتت في 30 نوفمبر/تشرين الثاني 1925 بسبب مرض السل.
ظهرت فكرة العملة المعدنية مرة أخرى عندما سعى الناشطون المدنيون في بوكاتيلو بولاية أيداهو، بقيادة الدكتورة ميني هوارد، إلى الحصول على أفكار لتمويل نصب تذكاري في موقع فورت هول. عرضت بائعة التأمين إف سي ماكجوان قطعةً من ستون ماونتن، قائلةً: "نعم، عملات معدنية. مثل هذه!". سعى هوارد وزملاؤها وراء الفكرة. فعل ميكر الشيء نفسه بمجرد أن سمع عنه، أسس جمعية أوريغون تريل التذكارية ("OTMA" أو "الجمعية")، وهي منظمة وطنية يمكنها أيضًا تلقي نصف الدولارات وبيعها لتحقيق ربح.
قانون يجيز سك قطع نقدية من فئة الخمسين سنتًا تخليدًا لبطولة الآباء والأمهات الذين عبروا درب أوريغون إلى أقصى الغرب الأمريكي بمشقة، جرأة، وتضحيات في الأرواح، مما لم يُسفر فقط عن انضمام ولايات جديدة إلى الاتحاد، بل أكسب الرواد شهرةً خالدةً مستحقةً؛ لتكريم عشرين ألف قتيلٍ دُفنوا في قبور مجهولة على امتداد ألفي ميلٍ من ذلك الطريق السريع التاريخي العظيم؛ ولإنقاذ النقاط المهمة المختلفة على طول الدرب القديم من النسيان؛ ولإحياء ذكرى الأحداث المأساوية المرتبطة بتلك الهجرة بنصب تذكارية مناسبة، سواءً أكانت نصبًا تذكارية أم غير ذلك، وذلك إما على طول الدرب نفسه أو في أماكن أخرى، في مواقع مناسبة لهذا الغرض، بما في ذلك مدينة واشنطن.
—مقدمة قانون يجيز سك نصف دولارٍ تذكاري لدرب أوريغون
بحلول عام 1925، تردد الكونغرس في الموافقة على المزيد من العملات التذكارية؛ أُصدرت اثنتي عشرة قطعة بين عامي 1920 و1925، شعر العديد من المشرعين بأنه يُسمح بالعملات التي "تُخلد ذكرى الأحداث ذات الأهمية المحلية وليس الوطنية". وبيعت جميع المسكوكات التذكارية بالقيمة الاسمية للمنظمات الراعية المحددة في القوانين الترخيصية. وبعد ذلك باعت هذه المجموعات العملات المعدنية للعامة بسعر أعلى، وبالتالي جمع الأموال للقضايا التي اعتبرها الكونغرس جديرة بالاهتمام. وبسبب حذره من سلسلة من القضايا غير الناجحة، رفض الكونغرس عددًا من المقترحات الخاصة بإصدار عملات معدنية خاصة في أوائل عام 1926. ومن بين هذه القطع كانت قطعًا تكريمًا لاستكمال بناء طريقي لينكولن والنصر، واقتراحًا لإحياء الذكرى المئوية لميلاد الملحن الأمريكي ستيفن فوستر.
قُدم مشروع القانون الذي يجيز نصف دولار تذكاري لطريق أوريغون لأول مرة إلى مجلس النواب في 25 يناير/كانون الثاني 1926، من قِبل عضو الكونغرس عن ولاية واشنطن جون فرانكلين ميلر، كان يشغل في السابق منصب عمدة مدينة سياتل. كان ميكر يعيش في سياتل بينما كان ميلر عمدة المدينة، بعد أن انتقل من منزله السابق في بويالوب. وفقًا للمؤرخ المحلي بيرت ويبر في دراسته التي نُشرت عام 1986 عن العملة، "لا شك أن السيد ميلر تأثر باقتراح هذه العملة من عزرا ميكر". عُقدت جلسة استماع أمام لجنة العملات بمجلس النواب في 3 مارس/أذار؛ وشهد ميكر. وأُبلغ عن مشروع القانون بشكل إيجابي، ثم مُرر من قِبل مجلس النواب بالكامل في 5 أبريل/نيسان 1926. لم يُعارض مشروع القانون في مجلس النواب، على الرغم من أن أحد الأعضاء، عضو الكونغرس عن ولاية ميشيغان لويس كرامتون، طرح عدة أسئلة قبل أن يُمرر بالإجماع . وفقًا لمقال نُشر في مجلة The Numismatist في أكتوبر/تشرين الأول 2013، "لم يكن الكونغرس قادرًا على منافسة ميكر".

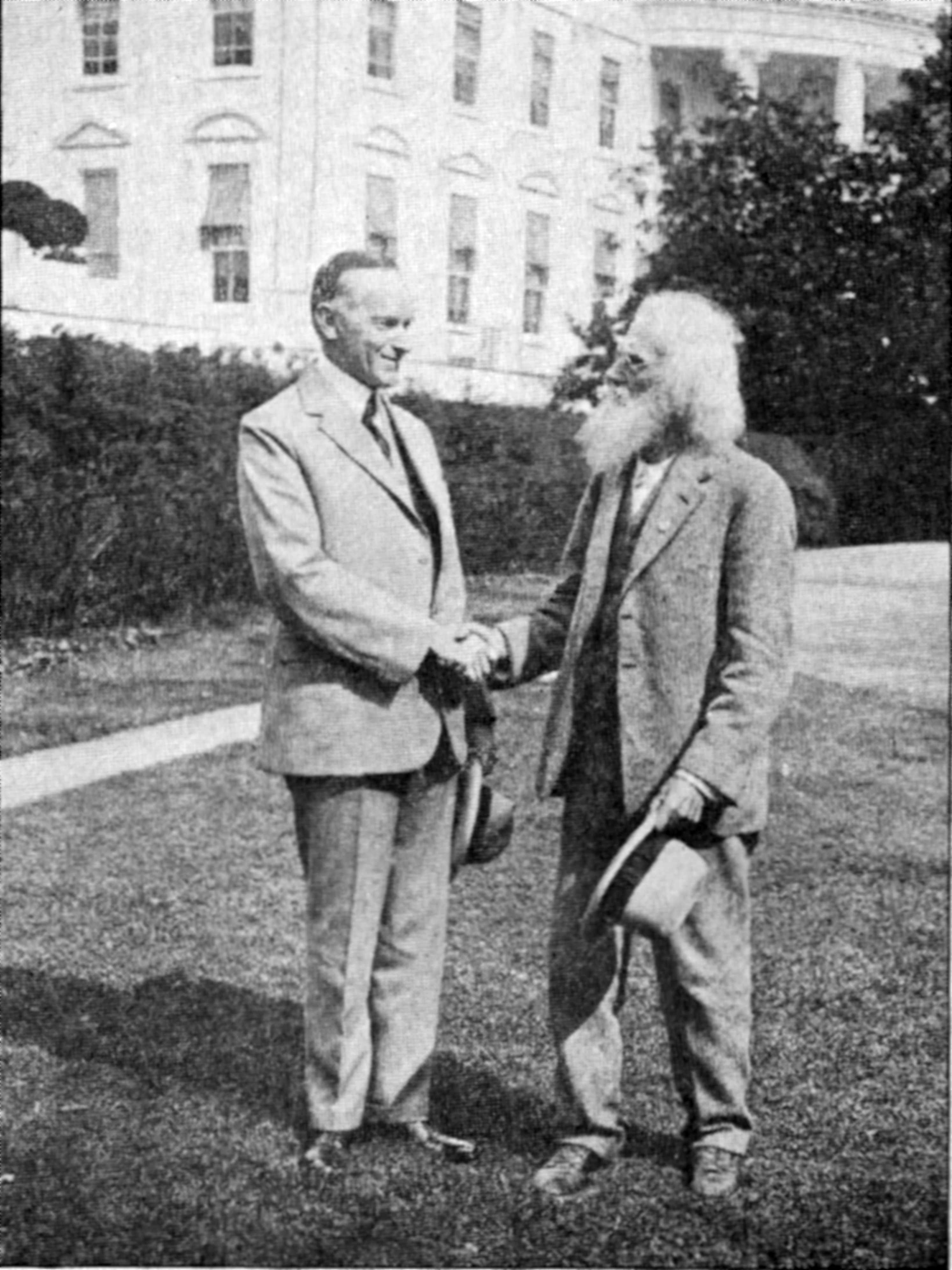
ميكر مع الرئيس كالفن كوليدج

في 26 أبريل/نيسان 1926، ظهر ميكر، البالغ من العمر 95 عاماً، أمام لجنة مجلس الشيوخ للشؤون المصرفية والعملة. وقدم وزير الخزانة أندرو دبليو ميلون خطابًا يعارض إصدار العملات التذكارية، باستثناء تلك ذات الأهمية الوطنية. وفي شهادته، زعم ميكر أن قضية تريل ستكون ذات أهمية كبيرة. درس مجلس إدارة جمعية OTMA ما إذا كان سيسعى إلى تعديل مشروع القانون ليشمل البديل الذي اقترحه ميلون، وهو ميدالية تذكارية. وبسبب إلحاح هوارد جزئيًا، قرروا البقاء مع العملة المعدنية. قُدم مشروع قانون نصف الدولار دون توصية، لكن مجلس الشيوخ أقره في 10 مايو/أيار. التقى ميكر بالرئيس كالفن كوليدج للتأكد من أنه سيوقع عليه، وهو ما حدث في 17 مايو/أيار 1926، باعتباره القانون العام 325، والذي يسمح بإصدار ما يصل إلى 6 ملايين نصف دولار. وقّع الرئيس كالفن كوليدج على مشروع القانون في حديقة البيت الأبيض؛ وكان ميكر حاضرًا في حفل التوقيع وصُور وهو يصافح الرئيس كوليدج.
اشترط مشروع القانون أن تدفع الجمعية نصف الدولار بالقيمة الاسمية، وألا تكون تكاليف القوالب وغيرها من تكاليف التحضير على نفقة الولايات المتحدة. كان الرقم ستة ملايين هو الأكبر في تأريخ أمريكا التذكاري، متجاوزًا الرقم خمسة ملايين لإصدار ستون ماونتن. لم يفرض الكونغرس أي قيود على دار سك العملة التي ينبغي لها أن تسك العملات، ولم يضع حدًا زمنيًا للترخيص. وفقًا لعالمي العملات أنتوني سوياتيك، ووالتر برين في موسوعتهما الخاصة بالعملات التذكارية الأمريكية، قُر مشروع القانون "ربما لأن الغرض المعلن كان قوميًا وليس محليًا غامضًا". يذكر تاجر العملات والمؤلف كيو ديفيد باورز أن "الدافع على السطح يبدو جيدًا بما يكفي... لا شك أن العديد من المواطنين الأمريكيين كانت لهم روابط عائلية بالهجرة الشهيرة".

## تحضير
أراد ميكر أن يُسك نصف الدولارات الجديدة في أسرع وقت ممكن؛ وخطط لرحلة أخرى غربًا على الطريق، أراد أن يتمكن من بيع العملات المعدنية على طول الطريق. اتصلت الجمعية في البداية بـ "تشيستر بيتش"، الذي يُنسب إليه تصميم نصف دولار "مبدأ مونرو المئوي" لعام 1923، لنحت العملة الجديدة، لكنه لم يكن متاحًا، على الرغم من أنه أعد الرسومات.
حاولت جمعية متحف ستون ماونتن التوصل إلى اتفاق مع جوتزون بورغلم، مصمم قطعة ستون ماونتن، لكنه طلب الكثير من المال والوقت. كان أولريك ستونوال جاكسون دنبار، الذي لعب دورًا ثانويًا في نصف الدولار الكولومبي لعامي 1892 و1893، راغبًا في ذلك، لكنه يفتقر إلى السمعة الوطنية التي شعرت الجمعية أن نحات العملة يحتاج إليها. بعد تلقي اقتراحات من الجمعية الأمريكية لعلم العملات، لجأت الجمعية إلى فريق الزوج والزوجة جيمس إيرل فريزر، ولورا جاردين فريزر. كان جيمس فريزر هو من صمم عملة النيكل الخاصة ببافالو؛ بينما ابتكرت لورا جاردين فريزر العديد من العملات التذكارية، بما في ذلك دولار جرانت المئوي ونصف الدولار. وأُختيرت عائلة فريزر بناءً على إلحاح من ميني هوارد، التي شعرت أن عمل جيمس فريزر كان يتناول الغرب، ويبرز، في تصميمه للعملة، أهمية الهجرة بواسطة العربات المغطاة. قررت الجمعية تصميم خريطة تظهر طريق أوريغون على أحد جانبيها، وعلى الجانب الآخر رجل يقود عربة يجرها ثور، مع زوجته وطفله الرضيع. على الرغم من عدم الاحتفال به رسميًا بالعملة المعدنية، كان من المفترض أن يكون الرجل هو ميكر، وكانت العربة مستندة إلى صورة فوتوغرافية التقطها شرقًا في عام 1906.

## تصميم
صمم جيمس فريزر جانب العربة بينما صممت لورا فريزر الجانب الهندي وحولت كليهما إلى نماذج بارزة. ألح ميكر على لورا فريزر لإكمال عملية عرض الأزياء، كان يريد الحصول على نصف الدولارات المتاحة للبيع في حدث قادم. أنجزت العمل في 30 يوليو/تموز 1926، عندما كتبت للاستفسار عن المكان الذي ينبغي أن ترسل إليه التصاميم للموافقة عليها من قِبل لجنة الفنون الجميلة. كانت هذه الهيئة منذ عام 1921 مكلفة بتقديم المشورة لوزير الخزانة بشأن تصميم العملات. أرسلت صورًا لنماذجها إلى مكاتب اللجنة. في 5 أغسطس/آب 1926، استجاب رئيس اللجنة تشارلز مور بحماس، وأبلغها أن اللجنة لم تؤيد التصميمات فحسب، بل أيضًا أطروا المطبوعات لقاعة اجتماعاتهم. لتوفير الوقت، صنعت شركة Medallic Art Company في نيويورك المحاور التي يمكن من خلالها تحضير قوالب العملات، وخفضت الشركة نماذج الجبس إلى محاور لعدة إصدارات تذكارية. أُرسلت المحاور الناتجة إلى دار سك العملة في فيلادلفيا، حيث صُنعت قوالب العمل الخاصة بهذا الإصدار.  لا تظهر وردة البوصلة على الجانب الهندي، المضمنة في نماذج لورا فريزر، على العملة الصادرة، على الرغم من أن سبب التغيير غير معروف.
يُصور جانب العربة الذي صممه جيمس فريزر عربة كونستوجا التي يجرها ثوران، متجهة إلى غروب الشمس الضخم للغاية، بأشعتها الرائعة. تظهر الأحرف الأولى من أسماء المصممين خلف العربة؛ وتظهر خمسة نجوم أسفل السيارة، على الرغم من أن ما تمثله غير مؤكد. اقترح سوياتيك، وبرين أن يمثلوا خمس ولايات وأقاليم مر بها الرواد.
يتميز الجانب الهندي الذي صممته لورا فريزر بشخص أمريكي أصلي صُور بشكل درامي، وهو يقف منتصبًا وذراعه ممدودة في ما وصفه فيرمول بأنه لفتة سلام. أُضيف الهندي بواسطة عائلة فريزر إلى مفهوم تصميم الخريطة الأصلية الذي أقرته OTMA. وأشار سويانتيك، وبرين إلى أن "موقف الهندي قُورن بشكل غير محترم بموقف شرطي المرور الذي يطالب بالتوقف!" صدرت مثل هذه التصريحات منذ وقت الإصدار؛ حيث ذكر عالم العملات في نوفمبر 1926 أن اليد اليسرى للهندي "مرفوعة كما لو كانت تحذر أهل الشرق من مخاطر وصعوبات الطريق". أكد نعي ميكر لعام 1928 في صحيفة نيويورك تايمز أن الهندي كان "واقفًا ويداه مرفوعتان لمنع تقدم الرجل الأبيض غربًا". يرتدي الأمريكي الأصلي غطاء للرأس، ولديه بطانية، وقوس، وضع على خريطة الولايات المتحدة، مع صف من عربات كونستوجا المتجهة غربًا. نُقل التصميم إلى حافة العملة المعدنية؛ ويظهر خليج هدسون في أعلى اليمين.
حظي تصميم عائلة فريزر لنصف الدولار بإعجاب واسع النطاق. اعتبر سوياتيك، وبرين هذا الإصدار "أحد أعظم الانتصارات الفنية التي أصدرتها دار سك العملة على الإطلاق". وصف مؤرخ العملات دون تاكساي هذه العملة بأنها "أجمل وأكثر العملات الأمريكية صدقًا. إنها تشهد على أن العبقرية الأصيلة، حتى مع ضغوط دار سك النقود الميكانيكية الحديثة، قادرة على تحويل عملاتنا إلى عمل فني."

## إنتاج

### الإصدار الأولي

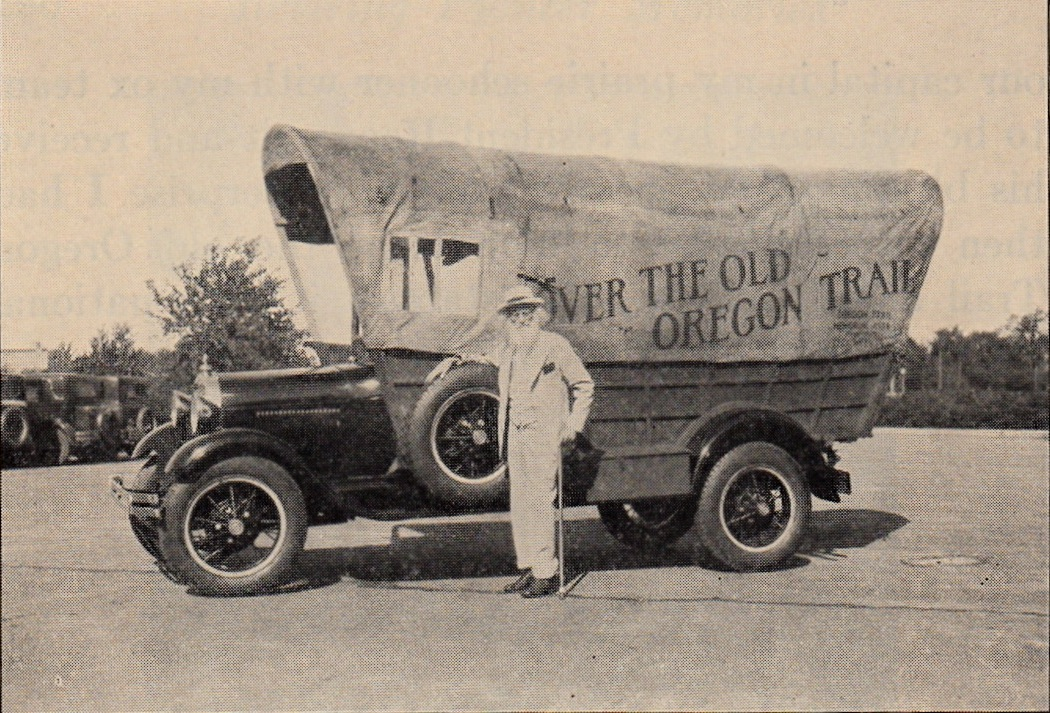
عزرا ميكر، ديترويت، نوفمبر 1928

وفقًا لويبر، "خلال المراحل النهائية من التصنيع، استمر [ميكر] في إزعاج دار السك لـ"الإسراع". ضربت دار سك العملة في فيلادلفيا 48 ألف قطعة في سبتمبر/أيلول 1926، بالإضافة إلى 30 قطعة احتفظ بها للتفتيش من قِبل لجنة الفحص الأمريكية لعام 1927. باعها ميكر على طول طريقه بسعر دولار واحد لكل منها. وكان الفرق بين القيمة الاسمية وسعر البيع مخصصًا لسداد تكلفة العلامات التاريخية على طول الطريق، وتجديد بعثة ويتمان في ولاية واشنطن. سُميت القطعة الصادرة عام 1926 لاحقًا من قِبل الجمعية باسم "إصدار عزرا ميكر". قُدمن القطعة الأولى المضروبة إلى ميكر؛ ولا يُعرف مكانها، بينما القطعة الثانية، التي قُدمت إلى هوارد، موجودة في متحف ولاية أيداهو التاريخي.
مع الكمية الأولية المحددة (ارجاع 75 قطعة إلى دار سك العملة، على الأرجح لأنها كانت تالفة أو تعرضت للضرب بشكل خاطئ)، طلبت الجمعية إنتاج المزيد من القطع. سُك مائة ألف عملة في دار سك العملة في سان فرانسيسكو في شهري أكتوبر ونوفمبر، تحمل علامة الدار S (1926-S). وبذلك أصبح نصف الدولار التذكاري لطريق أوريغون أول عملة تذكارية تُسك في عدة دور سك؛ ويشير باورز إلى أن هذا "شكل سابقة ستوسع وإساءة استخدامها في السنوات القادمة". وفقًا لـ Swiatek و Breen، "الجمعية... [كان] يتوقع أن هواة الجمع الذين اشتروا عملات فيلادلفيا عام 1926 سوف يحصلون على أعداد مماثلة أو أكبر من الصنف الثاني". وعلى الرغم من بيع بضعة آلاف منها بسرعة، أصبح سوق نصف الدولار مشبعًا، وظلت عشرات الآلاف في دار السك في انتظار الدفع. في 29 ديسمبر/كانون الأول 1926، احتفل ميكر بعيد ميلاده السادس والتسعين في نيويورك؛ أهدته الجمعية 96 نصف دولار تذكاري لمسار أوريغون.

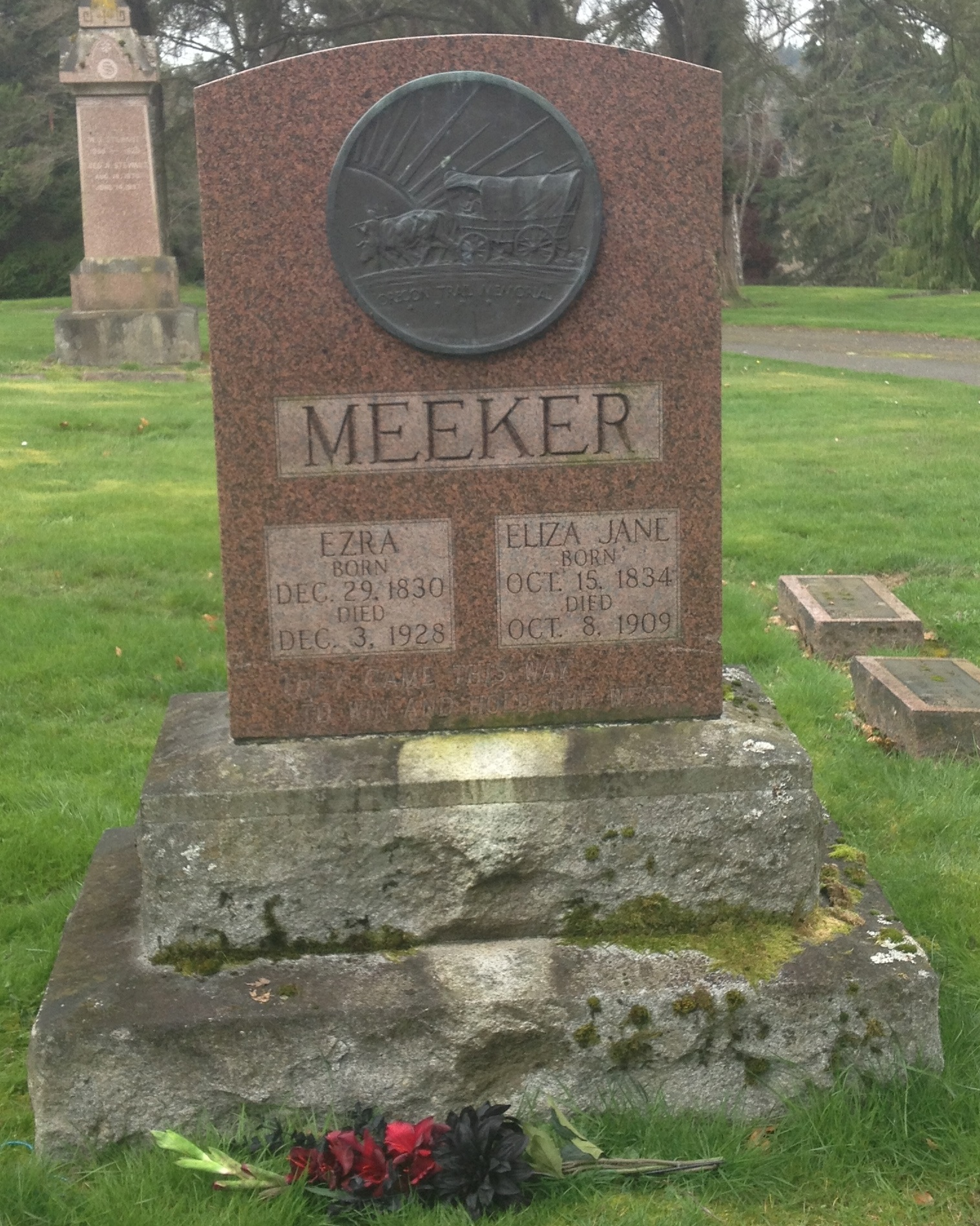
قبر عزرا ميكر، بويالوب، واشنطن

وعلى الرغم من وجود العديد من نصف الدولارات الصادرة عام 1926-S والتي لم تُباع والتي لا تزال في أيدي الحكومة، سعت الجمعية إلى إصدار نصف دولارات مؤرخة عام 1927؛ رفضت وزارة الخزانة (التي كان مكتب سك العملة جزءًا منها) هذا الطلب بسبب التأخير. في عام 1928، سُك 50 ألف عملة أخرى في دار سك العملة في فيلادلفيا. واصل ميكر مغامراته: أهدته الجمعية 97 عملة معدنية في عيد ميلاده في ديسمبر/كانون الأول 1927 وأحضر نصف دولاراته إلى معرض الزوار في بورصة نيويورك، على الرغم من رفض السماح له بالنزول إلى الطابق. في أبريل/نيسان 1928، كتب ميكر إلى الجمعية الأمريكية لعلم العملات، يحث أعضاءها من هواة جمع العملات على شراء كل من القطعتين 1926 و1926-S. ومع ذلك، ورغم أن ميكر نظم حملة وطنية لبيع العملات المعدنية، خسرت جمعية OTMA 10 آلاف دولار بسبب جهوده، بسبب نفقات المكتب وغيرها. "لم يكن الرائد المسن يبدو جيدًا في التعامل مع المال".
حصل ميكر على هيكل شاحنة ومالًا لتعديله إلى مركبة ذات سقف عربة من قِبل هنري فورد في عام 1928 لرحلة أخرى على الطريق. عرضت شركة فورد أن تجعل السيارة أكثر راحة لميكر إذا أحضرها إلى مصنع فورد في ديربورن بولاية ميشيغان. وبناءً على ذلك، عندما غادر نيويورك في أغسطس/آب 1928 في رحلة أخرى، كان يخطط لبيع نصف الدولار على طول الطريق، توجه مباشرة إلى ميشيغان. وصل مريضًا، ونُقل إلى المستشفى، كاد أن يموت هناك. وتمكن من العودة إلى وطنه، ساخطًا على عدم تمكنه من التصويت في الانتخابات (دعم المرشح الجمهوري الناجح، وزير التجارة هربرت هوفر، للرئاسة) للمرة الأولى منذ عام 1853. في منزله بولاية واشنطن، مرض ميكر مرة أخرى في نوفمبر/تشرين الثاني، وتوفي في 3 ديسمبر/كانون الأول 1928، عن عمر يناهز 97 عامًا. دفن في مقبرة في بويالوب، وهو المكان الذي ساعد في الاستقرار فيه. يحمل شاهد قبر ميكر لوحة تصور جانب العربة من نصف الدولار.

### إعادة إصدار

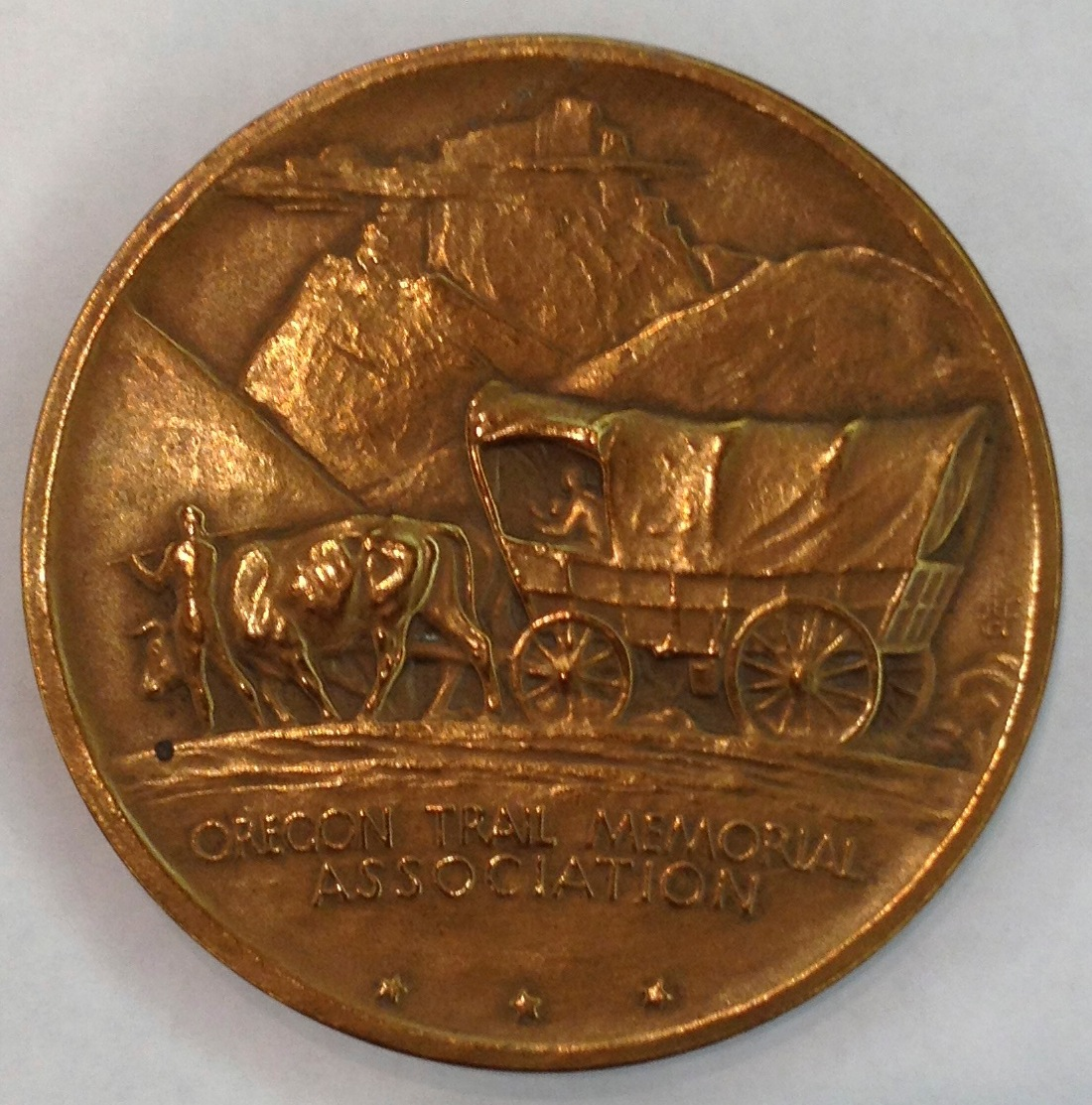
ميدالية جمعية أوريغون تريل التذكارية، مُنحت لرئيسها الثاني والأخير، هوارد ر. دريجز

بعد وفاة ميكر، اختارت جمعية OTMA هوارد ر. دريجز، أستاذ تعليم اللغة الإنجليزية في جامعة نيويورك، خلفًا له، وانتخبت مجلس إدارة جديدًا، عمل على سداد الديون التي تراكمت على ميكر. استمرت العملات المعدنية المتوفرة في البيع. ونجحت في إقناع الرئيس هوفر بإعلان الذكرى المئوية لعربة المغطاة في عام 1930، وهي الذكرى المئوية لميلاد ميكر، ولأول قطار عربات يغادر سانت لويس متوجهاً إلى ولاية أوريغون. إحدى الوسائل التي ابتكرتها الجمعية لبيع العملات المعدنية هي حملة على مستوى الحرم الجامعي في جامعة ييل، الجامعة الأم للمدير التنفيذي للجمعية لورن دبليو باكلي، في أكتوبر/تشرين الأول 1930 لجمع الأموال لعلامات الطريق. بيع أكثر من 600 قطعة نقدية.
ظلت معظم عملات نصف الدولار التذكارية الصادرة عام 1928 في أيدي الخزانة لعدة سنوات بعد سكها، على الرغم من أن الجمعية اشترت ما يقدر بنحو 1000 دولار للبيع للجمهور. أثار هذا الحجز الذي قامت به الحكومة اهتمامًا بين مجتمع جامعي العملات المعدنية- ظهرت عدة رسائل إلى المحرر في مجلة The Numismatist، تستفسر عن مصير العملات المعدنية. تابع أحد هواة جمع العملات الأمر مع دار سك العملة في فيلادلفيا؛ فأجاب القائم بأعمال المشرف فريد إتش تشافين بأن العملات المعدنية كانت محفوظة هناك لصالح الجمعية، وأنها مؤرخة بعام 1928. واجهت منظمة OTMA أزمة مالية في عام 1931، كانت تخطط لإغلاق أبوابها، لكن العمليات استمرت، مع نقل المقر الرئيسي من مكتبها في مانهاتن إلى منزل دريجز في بايسايد، كوينز. سُوقت الجمعية العملات المعدنية لعام 1928 باسم "إصدار جيديديا سميث".

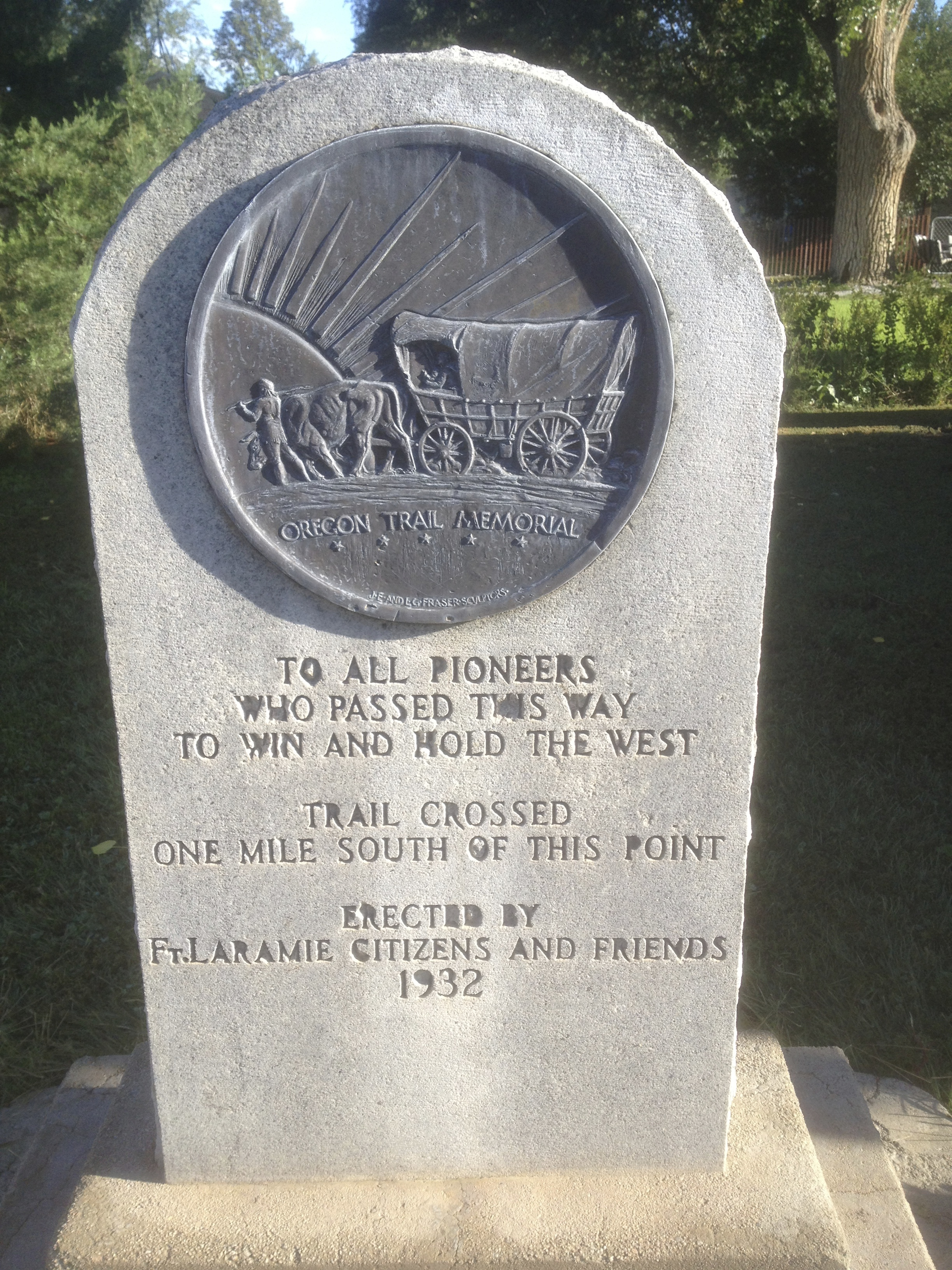
نصب أوريغون تريل التذكاري، فورت لارامي، وايومنغ

في أوائل عام 1933، سعى دريجز إلى إصدار المزيد من نصف الدولارات نيابة عن OTMA، وكتب إلى مدير دار سك العملة بالنيابة، ماري مارغريت أوريلي. ومن ثم إلى وزير الخزانة وليام إتش وودين. أراد دريجز الحصول على 5000 من العملات المعدنية نصف الدولار الصادرة في عام 1928 و5000 من العملات المعدنية نصف الدولار الجديدة الصادرة في دنفر (1933-D)، اقترح استبدالها بـ 10,000 من العملات المعدنية نصف الدولار الصادرة في عام 1926. كان من المقرر أن تُصهر جميع العملات المعدنية التي تحتفظ بها الحكومة، بما في ذلك تلك التي حُصل عليها عن طريق البورصة. ووافق على ذلك، سُكت القطع النقدية في دار سك العملة في دنفر، وهي أول عملات تذكارية تُسك على الإطلاق في دنفر.
توجهت الجمعية إلى شركة سكوت للطوابع والعملات المعدنية في نيويورك لتسويق العملات المعدنية. تمكن سكوت من بيع بعض نصف الدولار لعام 1928. فُسِّرت هذه الإجراءات سلبًا من قِبَل علماء العملات: يزعم ديفيد باورز أن ممثل سكوت، وايت رايموند، اقترح إذابة معظم الإصدار لخلق ندرة مصطنعة، وأن الشركة "رغبت في استغلال سذاجة هواة جمع العملات، وحاجتهم إلى إكمال مجموعاتهم من خلال سك المزيد من العُملات المتنوعة. رأى سكوت أنه إذا أُمكن سكّ أنصاف دولارات إضافية من طراز مسار أوريغون بتأريخ 1933، فيمكن بيعها بفعالية في معرض قرن التقدم الذي عُقد في ذلك العام في شيكاغو". أشار سوياتيك، وبرين إلى أنه "بفضل الله وحده يعلم أي نوع من التلاعب السياسي، تمكنت جمعية مسار أوريغون التذكارية من الحصول على موافقة على إصدار جديد من دنفر عام 1933" للبيع في المعرض.
ضُرب ما مجموعه 5250 من عملات 1933-D، منها خمسة حُجزت تقريبًا للجنة التحليل وارجاع 242 في النهاية للصهر. يعتقد باورز أن القطع التي أُرجعت ربما كانت معيبة، وليست غير مباعة. أطلقت الجمعية على إصدار 1933-D اسم "إصدار معرض قرن التقدم"؛ بيعت نصف دولارات عام 1928 ونصف دولار عام 1933-D مقابل دولارين لكل منهما. ومع ذلك، يمكن الحصول على عملة عام 1928 مقابل 1.75 دولار من قِبل أي شخص اشترى مؤخرًا عملتين أو أكثر من إصدارات عام 1926، ويمكن شراؤها مقابل 1.10 دولار فقط عن طريق شراء 10 من العملات المعدنية المؤرخة عام 1926.
مع النجاح النسبي الذي حققه إصدار 1933-D، طلبت الجمعية 7000 نسخة أخرى في عام 1934، وسُكت أيضًا في دنفر. أطلق عليها اسم "إصدار فورت هول، فورت لارامي، وجيسون لي" وبيعها أيضًا بواسطة سكوت مقابل 2 دولار. لم يُدفع ثمن هذه أيضًا من قِبل OTMA، لكن تبادلها مقابل نصف دولار 1926-S - رقم التوزيع 83055 لعام 1926-S يساوي 100,000 لـ OTMA بالإضافة إلى 55 قطعة تحليل ناقص 17,000 إرجاعها مقابل قطع 1933-D و1934-D.
أصبحت قضية مسار أوريغون المعاد إحياؤها مثيرة للجدل في مجتمع جمع العملات، أصدر عدد كبير من نوادي العملات قرارات ضد إعادة الإصدارات؛ ودعا رئيس الجمعية الأمريكية للعملات إلى بيع العملات التذكارية بواسطة دار سك العملة فقط، وليس من قِبل المنظمات الخاصة. احتج دريجز على القرارات، وأرسلت نسخ منها إلى السلطات الفيدرالية. ومع ذلك، فإن القطع النقدية الصادرة عام 1935-S والتي طلبها من دار سك العملة، والقوالب التي أعدت لها، لم تُسك أبدًا، ربما بسبب استياء هواة جمع العملات. طرحت أسباب أخرى لعدم وجود إصدار في عام 1935: في دراسة عام 1937 التي استشهد بها باورز، تكهن تاجر العملات الأوائل بي ماكس ميل بأن الأمر استغرق من سكوت عامين للتخلص من قطع 1934-D.

### القضايا النهائية والإنهاء

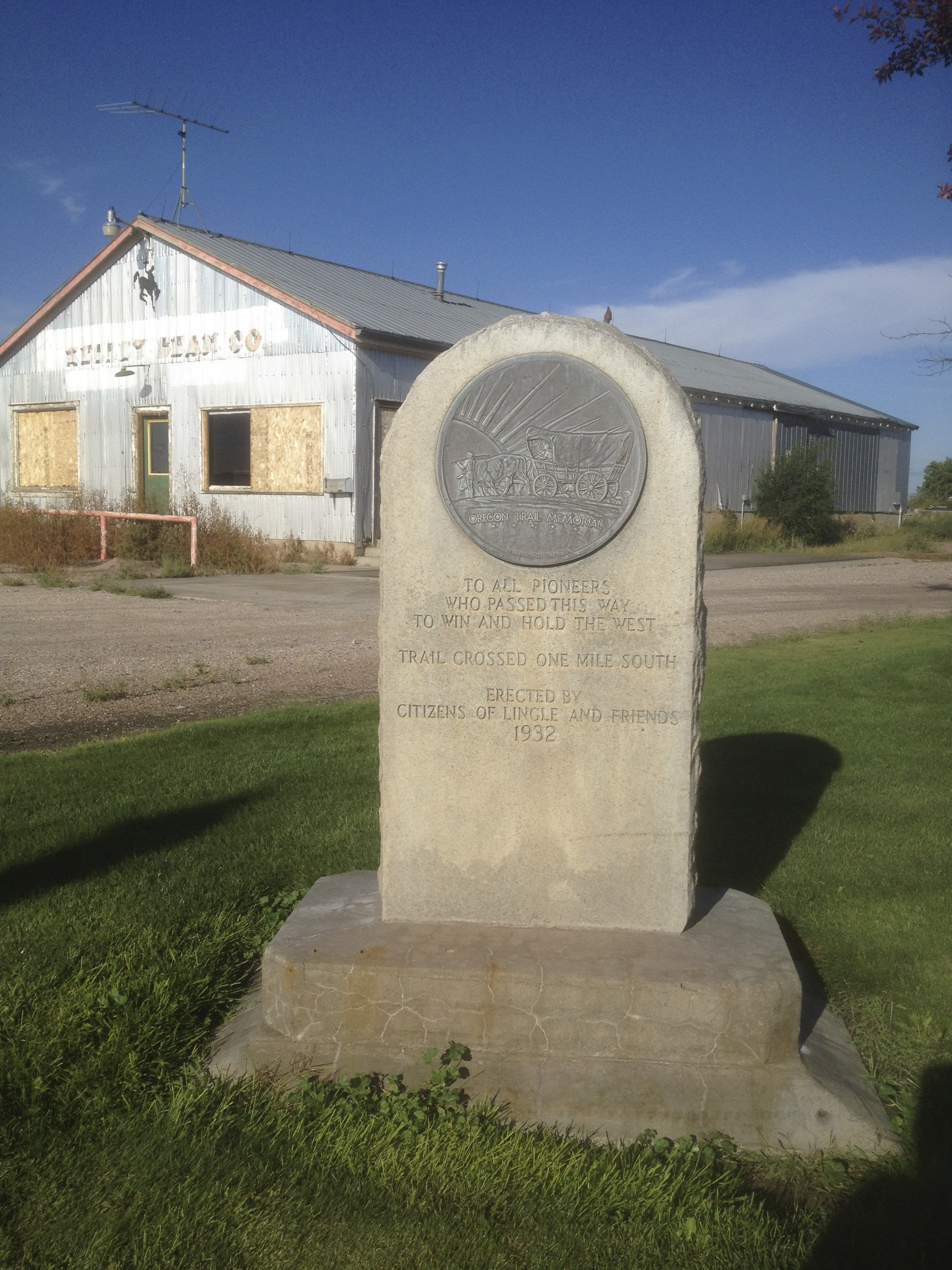
نصب أوريغون تريل التذكاري، لينغل ، وايومنغ

بدءًا من عام 1934، رأت المنظمات والأفراد أن العملات التذكارية الصغيرة التي سُكت في العديد من دور السك على مدار السنوات، فرصة لتحقيق الربح. أصدر الكونغرس عدة إصدارات في عام 1934، بما في ذلك نصف دولار تكساس المئوي، الذي كان مخصصًا لتكريم الذكرى المئوية لاستقلال تكساس في عام 1936، ولكن سك من عام 1934 إلى عام 1938، وبعد عام 1934 في جميع دور السك الثلاثة كل عام. وفي عام 1935، تبع ذلك المزيد من الاحتفالات التذكارية الجديدة، أكثر من 20 احتفالاً في عام 1936. تضمنت هذه الإصدارات نصف دولار مركز سينسيناتي الموسيقي، الذي صدر لإحياء الذكرى الخمسين لسينسيناتي كمركز للموسيقى، على الرغم من أنه لم يُعرف حدوث أي شيء خارج عن المألوف في الحياة الموسيقية في تلك المدينة في عام 1886.
ناقش عالم العملات آرلي آر. سلابوغ، في مجلده حول العملات التذكارية الأمريكية، ممارسات التسويق في ثلاثينيات القرن العشرين:
بالإضافة إلى إساءة استخدام إعادة الإصدارات كانت طريقة بيع هذه [قطع مسار أوريغون] والعديد من الإصدارات اللاحقة الأخرى من العملات التذكارية. كان السعر غالبًا أعلى من سعر الدولار لكل عملة معدنية مطلوبة عادةً في الماضي، على الرغم من أن معظم الطوفان التذكاري جاء خلال سنوات الكساد. لم يكن من السيئ وجود بضع قطع بسعر أعلى، ولكن على عدد كبير من الأنواع، تراكمت التكلفة على هواة الجمع. ثم أيضًا، بيع العديد من الإصدارات في مجموعات فقط. كانت العملات المعدنية صغيرة بشكل عام وبيعت في غضون أيام قليلة فقط. كانت المضاربة منتشرة- كانت التكلفة الأصلية منخفضة إلى ما قد تكون عليه بعد فترة وجيزة إذا فاتتك للأسف تلبية طلبك... أجبر هواة الجمع الذين لم يتمكنوا من الحصول على عينات فردية من المصدر الأصلي على شرائها بأسعار أعلى وأعلى من المضاربين- سرعان ما أصبحت جولة منتظمة من الأسعار الأعلى والأعلى.

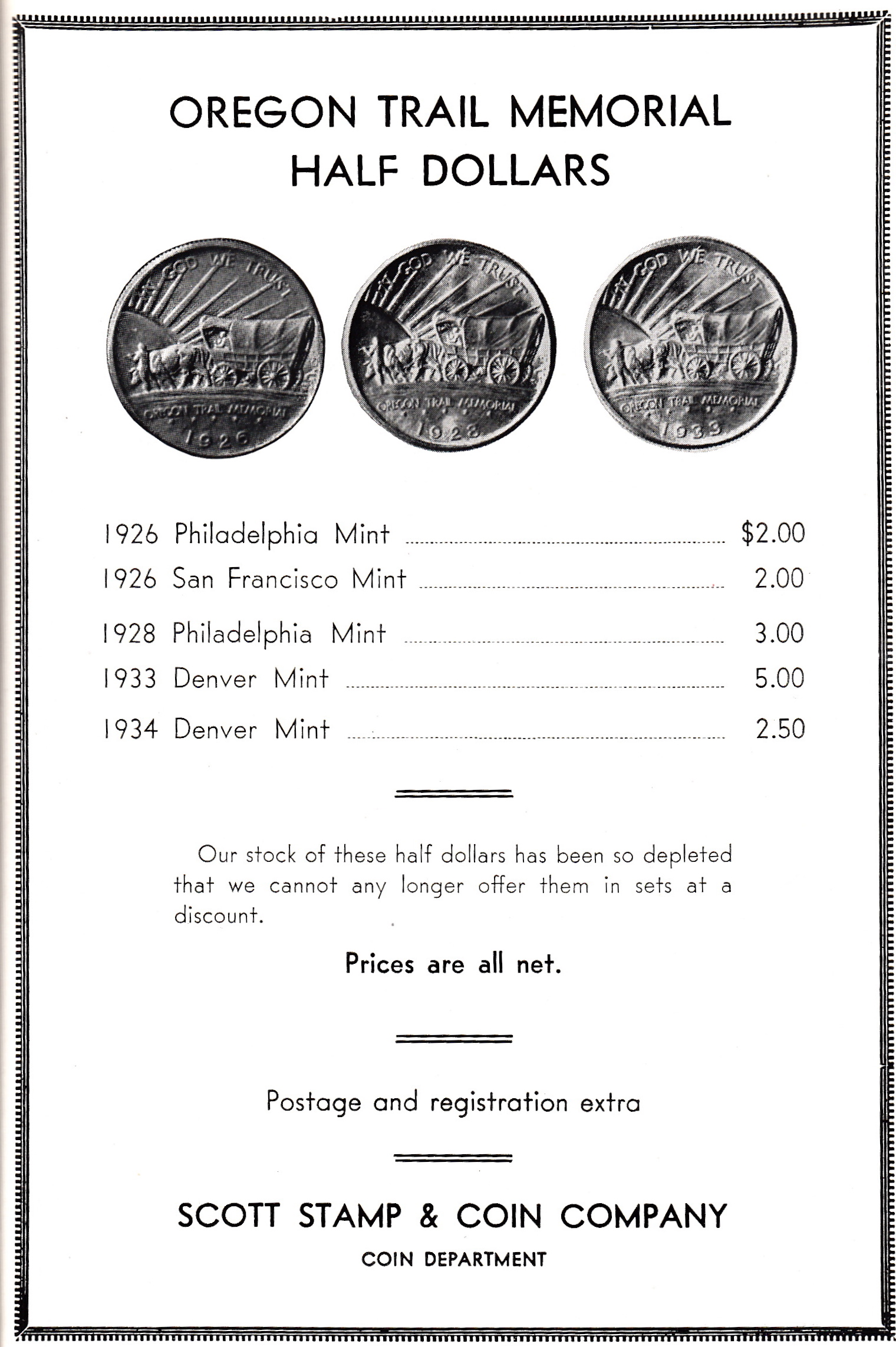
إعلان سكوت، فبراير 1936

في 30 ديسمبر/كانون الأول 1935، كتب دريجز إلى أوريلي، الذي استأنف منصبه كمساعد مدير دار سك العملة بتعيين نيللي تايلو روس كمديرة للدار، طالباً إصدار 5000 عملة معدنية من طراز مسار أوريغون لسكها في سان فرانسيسكو (1936-S) للاحتفال بالذكرى المئوية لوصول المبشر ماركوس ويتمان، وزوجته إلى وادي والا والا. لم يرد أوريلي والمسؤولون الآخرون على الفور، كتب دريجز مرة أخرى في مارس/آذار 1936، رد تشافين، الذي تولى مرة أخرى منصب القائم بأعمال المشرف في فيلادلفيا، بأن القوالب أُعدت وأرسلت إلى سان فرانسيسكو. أُرسلت العملات المعدنية بناءً على طلب دريجز إلى سكوت في نيويورك. في شهر مايو/أيار، طلب دريجز أن يُضرب 10 آلاف قطعة إضافية في فيلادلفيا، وحصل ذلك بالفعل. بيعت في ذروة ازدهار العملات التذكارية. بيع بعض القطع التي تعود إلى عامي 1936 و1936-S بواسطة سكوت، والبعض الآخر بواسطة الجمعية من خلال مركز بريد مدينة نيويورك، وفي كلتا الحالتين بسعر أولي قدره 1.60 دولار لكل نصف دولار. ضُرب ستة من كل من 1936 و 1936-S بالإضافة إلى الكميات المطلوبة، للتحليل.
في يونيو/حزيران 1936، كتب هربرت جي. ويست، رئيس احتفالات الذكرى المئوية لويتمان، إلى دريجز ليعلمه أن مجموعته سعت، لكنها فشلت في الحصول (على نحو غير معتاد في عام 1936) على نصف دولار تذكاري لتمويل أنشطتها. أراد ويست من دريجز أن يطلب إصدار عدد خاص من مسار أوريغون التذكاري لمنظمة ويتمان لبيعها. لم يكن دريجز ملتزمًا، حيث أخبر ويست في البداية أنه يأمل أن يتمكنوا من الحصول على نصف دولار خاص بهم، ثم أخبره أن الحصول على إصدار خاص سيكون صعبًا نظرًا لإغلاق دور سك العملة خلال الصيف. في النهاية وافق على إعطاء مجموعة ويتمان ألفًا من عملات النصف دولار لعام 1936-S، بشرط ألا تُباع بأقل من 1.60 دولارًا حتى لا تقوض جهود مبيعات OTMA. في الواقع، اقترح دريجز سعر بيع قدره 2 دولار، وهو السعر الذي باعتهم به منظمة ويتمان. أطلق على هذه الإصدارات اسم "إصدار الذكرى المئوية لويتمان"، أو "إصدار مهمة ويتمان". بيعت معظم القطع التي ضُربت في فيلادلفيا عام 1936 عن طريق البريد إلى قائمة عملاء سكوت. حُجز جزء من كل إصدار بين عامي 1933 و1937 للبيع من قِبل المنظمات الوطنية.
وزع العدد الصادر عام 1937 من قِبل الجمعية فقط، حيث انتهت الصفقة مع سكوت. سك ما مجموعه 12 ألف قطعة (بالإضافة إلى ثمانية قطع للجنة التحليل) في دنفر، وبيعت بسعر 1.60 دولار. لم يعطى اسم خاص لهذا الإصدار. تساءل تاجر العملات ميل عام 1937: "يُباع الآن سعر عملة دار سك فيلادلفيا لعام 1936 بخمسة دولارات، وسعر عملة دار سك سان فرانسيسكو بعشرة دولارات. أين سيتوقف هذا الوضع؟ لا أعلم."
السيناتور فرانسيس ت. مالوني: "هل هناك أي قيود زمنية على هذه القضايا؟"
ليمان دبليو. هوفكر (رئيس اللجنة التشريعية، الجمعية الأمريكية لعلم العملات): "لا، سيدي. يمكنهم سكّها على مدار المئة عام القادمة ما لم يصدر تشريع يمنع ذلك."
السيناتور ألفا ب. آدامز: "إذن، ضمن حدود معقولة، يُسمح لهم بالحصول على جزء من عملاتهم من دار سك، وجزء من دار سك أخرى، وجزء من دار سك ثالثة؛ ويمكنهم الحصول على جزء منها مؤرخ بعام 1934، وجزء مؤرخ بعام 1935، وجزء مؤرخ بعام 1936؟"
السيد هوفكر: "نعم، سيدي."

—جلسة استماع أمام لجنة مجلس الشيوخ للشؤون المصرفية والعملة، 11 مارس/أذار 1936
سكت العملات المعدنية لعام 1938، أيضًا بدون اسم خاص، في جميع دور سك العملة الثلاثة، وهي المرة الأولى التي يُقام بذلك بالنسبة لعملات مسار أوريغون في عام واحد. سك ستة آلاف عملة معدنية (بالإضافة إلى قطع مخصصة للجنة التحليل) في كل دار سك العملة، وبيع الإصدار في مجموعات من ثلاث عملات مقابل 6.25 دولار. اتبع نفس الممارسة في عام 1939، ولكن رُفع السعر إلى 7.50 دولار للمجموعة وقُلص سك العملة إلى 3000 قطعة نقدية، بالإضافة إلى قطع التحليل. وفقًا لـ سويتيك وبرين، شراء هذه المجموعات أيضًا من قِبل المضاربين، وكان على هواة الجمع الأفراد في كثير من الأحيان دفع ضعف أو ثلاثة أضعاف سعر الإصدار لتأمين المجموعة. لم تباع العملات المعدنية على الفور؛ تكشف السجلات المحاسبية لـ OTMA أنه بعد تسعة أشهر من طرح عملات 1938 للبيع، كانت المنظمة لا تزال تمتلك ما يقرب من نصف الإصدار متاحًا. وعلى نحو مماثل، بحلول أكتوبر/تشرين الأول 1939، باعت الجمعية 8283 نصف دولار فقط مؤرخة في ذلك العام، وهو أقل من 9000 دولار متاحة للبيع. ومع ذلك، أرسل جامعي التحف خطابات احتجاج إلى أعضاء الكونغرس ووزارة الخزانة. في 5 أغسطس/آب 1939، أصدر الكونغرس تشريعًا يقضي بإنهاء جميع الإصدارات التذكارية التي صُرح بها قبل مارس 1939. لاحظ سوياتيك وبرين أنه إذا لم يتدخل الكونغرس، "فربما كانت هناك عملات معدنية تحمل اسم مسار أوريغون يعود تاريخها إلى عام 1980".
سك ما مجموعه 264,419 نصف دولار تذكاري لمسار أوريغون، منها حوالي 174 كانت مخصصة للجنة التحليل، وصهر 61,317. وبناءً على ذلك، صدر ما مجموعه 202,928 نسخة للجمهور. كان نصف الدولار التذكاري لمسار أوريغون هو العملة التذكارية التي سُكت لأطول فترة. وفقًا لإصدار RS Yeoman الفاخر لعام 2018 من دليل عملات الولايات المتحدة، فإن أرخص عملات مسار أوريغون هي عملات 1926 و1926-S بسعر 135 دولارًا في Almost Uncirculated. تُدرج القطع الصادرة عام 1939 كمجموعة فقط وفي حالة دار السك (غير متداولة)، بدءًا من 1350 دولارًا.

## العواقب
أصبحت جمعية مسار أوريغون التذكارية جزءًا من جمعية مسارات الرواد الأمريكية (APTA) التي شُكلت حديثًا في عام 1940، وهي مجموعة كان من المفترض أن تكون أوسع نطاقًا من جمعية مسارات الرواد الأمريكية (OTMA). يكشف بيان مالي مشترك للمنظمتين صدر عام 1942 أنهما لا يزالان يحتفظان بمبلغ 7212 نصف دولار. بيع نصف دولارات عامي 1936 و1937-D في عام 1943. جاء في رسالة إلى المحرر في عدد سبتمبر/أيلول 1943 من مجلة The Numismatist أن المجموعة كانت تبيع القطع بسعر 5 دولارات لتمويل أوتاد مصنوعة من خشب ولاية أوريغون لوضع علامة على المسار. وأشارت الرسالة إلى أن المبلغ الذي بلغ خمسة دولارات، الذي يشمل رسوم العضوية، كان يُستخدم لشراء قطعة نقدية واحدة في كل مرة، في حين كانت القطع تُباع بسعر 1.50 دولار من التجار.
لا تزال ميني هوارد في عام 1947 تحاول تأمين موقع فورت هول، وكجزء من هذا الجهد، تمكنت من إقناع السيناتور عن ولاية أيداهو هنري دورشاك بتقديم تشريع يسمح بإصدار المزيد من نصف دولارات مسار أوريغون لصالح منظمة هوارد في أيداهو. ولم يكد يفعل ذلك، في 26 فبراير/شباط، حتى أعلن الرئيس هاري ترومان معارضته لمختلف أوراق العملة المعدنية التي قُدمت. كتب القائم بأعمال وزير الخزانة إي إف فولي معارضًا، متتبعًا التاريخ بين جمعية OTMA، ووزارة الخزانة، "صدرت أوامر بسك العملات المعدنية وتركها في دور السك". عارضت اللجنة المصرفية مشروع القانون، وفشل. وفقًا لمقال نُشر في نوفمبر/تشرين الثاني 2014 في مجلة The Numismatist، "بفضل الجهود المبذولة في أربعينيات القرن العشرين، التقى نصف دولار مسار أوريغون، بعد أن رأى شروق الشمس في بوكاتيلو، بغروب الشمس هناك أيضًا."
قاد دريجز رابطة APTA حتى وفاته في سن 89 عامًا في عام 1963، أصبحت أقل نشاطًا في سنواته الأخيرة. احتفظ على الأقل ببعض نصف الدولارات، وأخطر دار سك العملة في عام 1953 بأن APTA هي خليفة OTMA، ولا يزال لديه نصف دولار للبيع. بعد وفاته، عُثر على أكثر من خمسين نصف دولار من عملة مسار أوريغون بين ممتلكاته. حملت مجموعات أخرى مهام APTA المتمثلة في الحفاظ على المسار وبناء المعالم الأثرية. في عام 1963، قبل عامين من وفاة هوارد، بنت مدينة بوكاتيلو نسخة طبق الأصل من فورت هول في الحديقة. ومع ذلك، فإن الموقع الفعلي لا يزال غير متطور، مع وجود علامة غير واضحة.

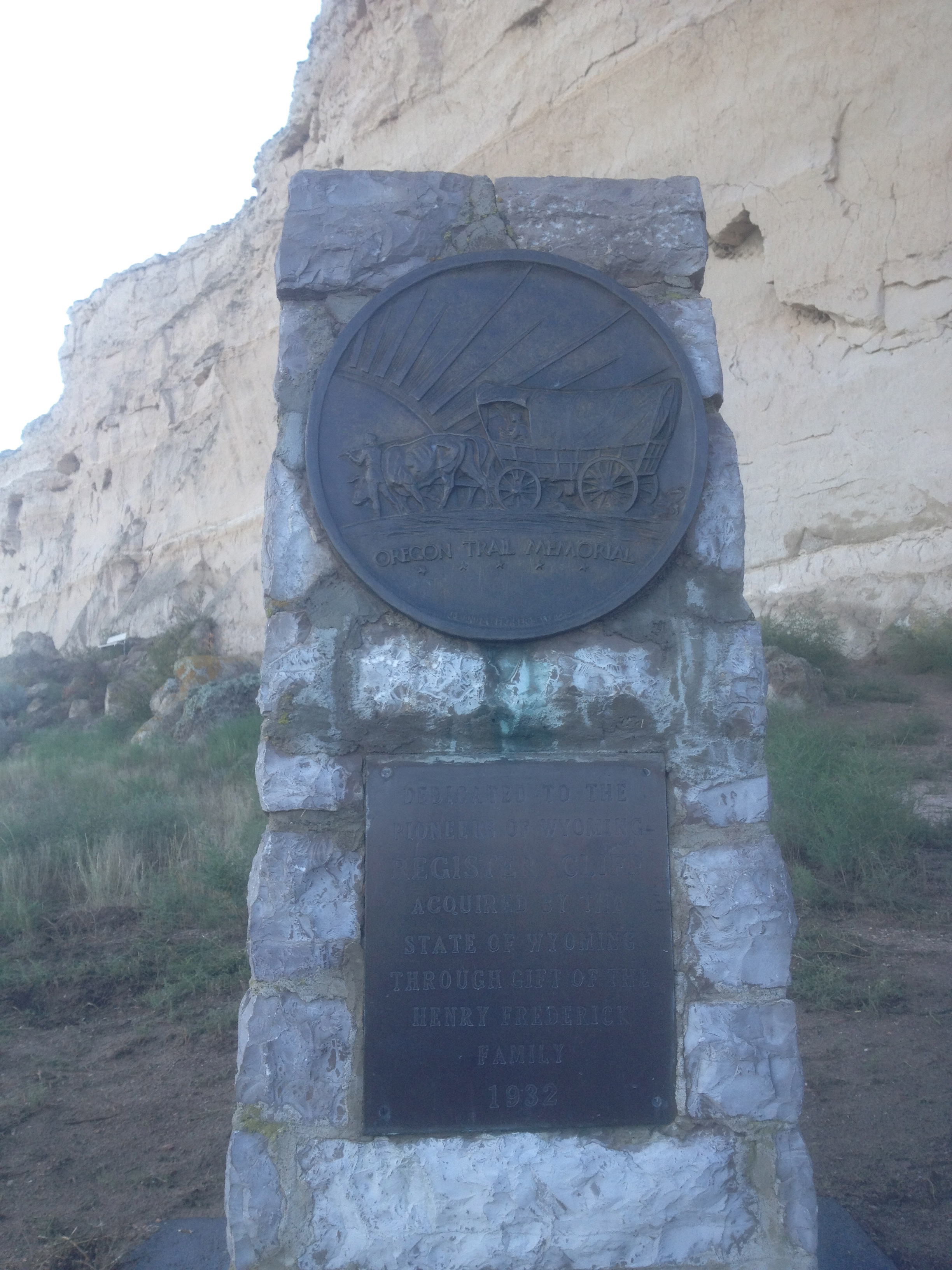
نصب تذكاري لمسار أوريغون في ريجستر كليف، وايومنغ، يعيد إنتاج تصميم العملة المعدنية

لم تُسك أي عملات تذكارية بين عامي 1939 و1945. عندما استؤنفت التراخيص بعد الحرب، بيع إصدارات تكريمًا لبوكر تي واشنطن، وجورج واشنطن كارفر، في بعض السنوات، في مجموعات من العملات المعدنية منخفضة السك من جميع دور السك الثلاثة. بعد عام 1954، عندما سُك آخر هذه القطع، لم تدعم وزارة الخزانة مرة أخرى العملة التذكارية غير المتداولة حتى عام 1982، عندما صدر نصف دولار تكريماً للذكرى السنوية الـ 250 لميلاد جورج واشنطن. وزع نصف دولار واشنطن من قِبل دار سك العملة، مع تطبيق الأرباح على خفض الدين الوطني. يكتب باورز، "هذه المرة، لن يكون [سك العملات التذكارية] لصالح مصالح خاصة أو محلية".
في الماضي، وصف كتاب العملات الجمعية وأنشطتها بقسوة. يذكر باورز أن عملات مسار أوريغون "جميلة، ولكن الظروف المحيطة بإصدارها تترك الكثير مما هو مرغوب فيه". أشار سلابوغ إلى أنه "من الناحية الفنية، هذه هي عملتي التذكارية المفضلة. لكن من الناحية الأخلاقية، فهي ليست كذلك." وكتب سوياتيك، وبرين أن "أنشطة الجمعية في استغلال هواة جمع العملات وعامة الناس أدت في النهاية إلى عدم شعبية العملات التذكارية في الكونغرس، وفي نهاية المطاف إلى معارضة وزارة الخزانة القاطعة لأي إصدارات تذكارية أخرى، بغض النظر عن مدى استحقاق القضية لتخليد ذكراها، وبغض النظر عن هوية ممثلي اللجان الراعية". وفقًا لباورز، "بقدر ما أعلم، فإن الفوائد المالية التي وفرت سبب إصدار نصف الدولار، "لإنقاذ النقاط المهمة المختلفة على طول الطريق القديم من النسيان"، وإقامة "الآثار التذكارية المناسبة وغير ذلك"، وما إلى ذلك، لم تتحقق أبدًا، على الأقل ليس من الأموال التي توفرها بيع العملات المعدنية". مع ذلك، لم يكن لدى هؤلاء فائدة فحص سجلات OTMA. بعد فتح أوراق دريجز للبحث في جامعة جنوب يوتا، خلصت مقالة في مجلة The Numismatist في أكتوبر/تشرين الأول 2013 إلى أنه على الرغم من اختفاء العديد من الوثائق، مثل الترتيبات مع سكوت، من سجلاته، إلا أن ما هو موجود "يبدو متسقًا مع رغبة دريجز في استخدام العُملات المعدنية لتمويل وضع علامات على طريق أوريغون، وليس لتبطين جيوبه الخاصة".

## سك النقود
| تاريخ | علامة دار السك | دار السك      | التوزيع |
| ----- | -------------- | ------------- | ------- |
| 1926  | لا أحد         | فيلادلفيا     | 47,955  |
| 1926  | س              | سان فرانسيسكو | 83,055  |
| 1928  | لا أحد         | فيلادلفيا     | 6,028   |
| 1933  | د              | دنفر          | 5,008   |
| 1934  | د              | دنفر          | 7,006   |
| 1936  | لا أحد         | فيلادلفيا     | 10,006  |
| 1936  | س              | سان فرانسيسكو | 5,006   |
| 1937  | د              | دنفر          | 12,008  |
| 1938  | لا أحد         | فيلادلفيا     | 6,006   |
| 1938  | د              | دنفر          | 6,005   |
| 1938  | س              | سان فرانسيسكو | 6,006   |
| 1939  | لا أحد         | فيلادلفيا     | 3,004   |
| 1939  | د              | دنفر          | 3,004   |
| 1939  | س              | سان فرانسيسكو | 3,005   |

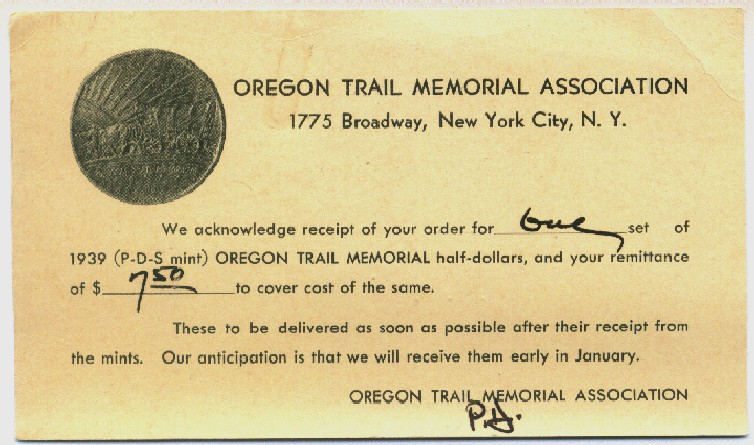
تم إرسال بطاقة بريدية إلى الناجحين في طلب مجموعة نصف الدولار لعام 1939

خُصص عدد صغير من العملات المعدنية من كل عام ومن دار سك العملة للتفتيش من قِبل لجنة التحليل في العام التالي؛ وتتضمن الأرقام المذكورة أعلاه مثل هذه القطع. هذا يفسر التباين عن الألف نسخة الزوجية في عام 1933 وما بعده.

## ملحوظات
1. ↑  Which side is the obverse and which the reverse is a matter of dispute. The Frasers considered the Indian side the obverse; the Mint considered the wagon side, with the date, to be the obverse. See Bowers، صفحة 88. Accordingly, those terms are avoided in this article.
2. ↑  Advertisements in the same issue bear that out. On page 742, a dealer named O. Fred Koch of Cincinnati was selling 1936 half dollars for $1.40 and 1937-D pieces for $1.50. The 1936-S was $5.00, and the set of three from 1938 was $6.50; the 1939 set was $20.
3. ↑  In fact, over 100 memorials were built with coin-derived funds (see The Numismatist November 2014، صفحة 38).